# Візит (фільм, 2014)
«Візит» (башк. Визит) — фільм башкирського режисера Булата Юсупова, прем'єра якого відбулась 23 січня 2014 року. Стрічку присвячено 75-річному ювілею Рудольфа Нурієва.

## Сюжет
Осінь 1977 року. До Радянського Союзу приїздить королева Йорданії Діна бінт Абдул-Хамід. Вона не зупиняється у Москві, а неочікувано для всіх бажає відвідати місто Уфа, Башкирської АССР. По приїзду туди їй влаштовують екскурсію, возять по визначних місцях, та приставляють до неї перекладача Муса Шаріпова. Під час одного з обідів королева дає перекладачу записку з адресою, і говорить, що хоче відвідати це місце. Муса Шаріпов зв'язується з керівництвом, щоб дали дозвіл. Проте йому забороняють везти туди королеву. Порушивши заборону, Муса Шаріпов своїм автомобілем привозить монархиню. Виявляється, що це будинок матері відомого на Заході хореографа Рудольфа Нурієва. І весь цей візит Діна бінт Абдул-Хамід запланувала лише, щоб зустрітися з його матір'ю, передати їй вістку про сина, що той прославився закордоном. Остання здивована таким високим візитом до неї, просить передати її синові фото. Але також вона ображена на сина, що втік з СРСР, і говорить, що краще б він лишався на батьківщині. Після цього королева летить додому, а Мусу Шаріпова через порушення заборони забирають до КДБ. Фільм знято за свідченнями свідка тих подій, Явдата Іскужина, який і став прототипом перекладача Муси Шаріпова.

## У ролях
- Лаура Кеосаян — королева Йорданії Діна бінт Абдул-Хамід
- Рамзіль Сальманов — Муса Шаріпов, перекладач
- Тансулпан Бабічева — Фаріда, мати Нурієва
- Тетяна Калачева — Чурова
- Юнір Гайнуллін — Абдрахманов
- Зіфа Давлетбаєва — Гілязєва
- Володимир Єпіфанов — директор готелю
- Ілля Мєтлін — місцевий депутат
- Азамат Ішкін — Рудольф Нурієв

## Фінансування
На зйомки фільму режисер Булат Юсупов отримав грант президента Башкирії в розмірі 5 мільйонів рублів.